# Переписной район №4 (Ньюфаундленд и Лабрадор)
Переписной район № 4 (Ньюфаундленд и Лабрадор) — переписной район провинции Ньюфаундленд и Лабрадор Канады. Как и другие переписные районы провинции, этот переписной район является всего лишь статистическим подразделением, но не является политическим образованием.
По данным Переписи населения 2016 года численность населения переписного района составляет 20 387 человек. Площадь переписного района — 7 087,65 км².

## Общины

### Города
- Кейп Сейнт Джордж
- Гэллентс
- Киппенс
- Лурдс
- Порт ау Порт Ист
- Порт ау Порт-Уэст-Агуатуна-Феликс Ков
- Сейнт Джорджс
- Стивенвилл
- Стивенвилл Кроссинг

### Неорганизованные
- Подрайон A
- Подрайон B
- Подрайон C
- Подрайон D
- Подрайон E

## Демография
| 2006  | 2011  | 2016  |
| ----- | ----- | ----- |
| 21168 | 20840 | 20387 |